# Crytea cavillosa
Crytea cavillosa là một loài tò vò trong họ Ichneumonidae.